# Ernak
Ernak fue uno de los hijos de Atila. Después del año 454 sucedió a su hermano mayor Elak como rey de los hunos junto a su otro hermano Dengizik. Ambos hermanos gobernaron dos hordas separadas, aunque relacionadas entre sí: Dengizik las ramas occidentales y Ernak las orientales.
El historiador Prisco de Panio, durante su estancia en la corte de Atila en el año 449, registró una anécdota personal entre Atila y Ernak. Durante un banquete Atila miró a Ernak con ojos serenos, mientras tomaba poco en cuenta a sus otros hijos. Cierto huno le explicó a Prisco que los chamanes le profetizaron a Atila que este sería el más exitoso de sus hijos.
El historiador Jordanes relata que luego de la batalla de Nedao en el 454 Ernak y Dengizik atacaron a los ostrogodos, los cuales se habían independizado de sus señores hunos, pero fueron derrotados por Valamiro.
Luego de fracasar junto a su hermano en el año 465, al intentar establecer relaciones comerciales con los romanos a través del Danubio, Ernak decidió mantenerse en sus tierras en la estepa póntica y no atacar a los romanos en Tracia, a diferencia de su hermano Dengizik el cual terminó muerto en el año 469.
El destino posterior de Ernak se desconoce. Es posible que haya tenido que hace frente a la llegada de los onoguros y los saraguros desde el este en el año 463, tribus túrquicas emparentadas con los hunos desde el punto de vista étnico.
De acuerdo con la Nominalia de los kanes de Bulgaria, un gobernante llamado Irnik fue líder de los búlgaros durante 150 años y su reinado se inició aproximadamente en el año 453.